# Rudecindo Ortega Masson
Rudecindo Ortega Masson (* 3. Juni 1889 in Temuco, Chile; † 12. Oktober 1962) war ein chilenischer Politiker und Präsident der ersten beiden so genannten Notstandssondersitzungen der Generalversammlung der Vereinten Nationen im Jahre 1956.
Er übte das Amt vom 1. November 1956 bis zum 12. November 1956 aus. Die UN-Generalversammlung trat aufgrund der Sueskrise zusammen und beschloss die Entsendung der ersten Friedenssicherungstruppe der Vereinten Nationen, die United Nations Emergency Force (UNEF).
Ortega Masson studierte Lehramt am Instituto Pedagógico und schloss das Studium 1920 ab. Danach lehrte er am „Instituto Nacional“ in Santiago de Chile und ab 1923 am „Liceo“ in Temuco. Zwischen 1925 und 1941 war er Abgeordneter für Temuco. 10 Jahre lang war er Mitglied und Präsident des Schulausschusses im Parlament.
Zwischen 1938 und 1940 war Ortega Masson Bildungsminister.

## Note
1. ↑  Archivierte Kopie (Memento des Originals vom 22. Mai 2007 im Internet Archive)  Info: Der Archivlink wurde automatisch eingesetzt und noch nicht geprüft. Bitte prüfe Original- und Archivlink gemäß Anleitung und entferne dann diesen Hinweis.

| Personendaten    | Personendaten                                                                               |
| ---------------- | ------------------------------------------------------------------------------------------- |
| NAME             | Masson, Rudecindo Ortega                                                                    |
| KURZBESCHREIBUNG | chilenischer Politiker und Präsident der Notstandssondersitzungen der UN-Generalversammlung |
| GEBURTSDATUM     | 3. Juni 1889                                                                                |
| GEBURTSORT       | Temuco, Chile                                                                               |
| STERBEDATUM      | 12. Oktober 1962                                                                            |